# Asım Mehmed Pascha

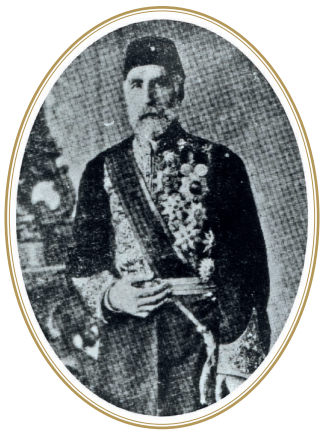
Asım Mehmed Pascha

Asım Mehmed Pascha (* 1821 oder 1827 in Konstantinopel; † März 1886 in Trabzon) war ein osmanischer Pascha und Staatsmann. Er war unter anderem Wālī (Gouverneur) von Trabzon, Außenminister und Justizminister.

## Herkunft
Asım war ein Kind des osmanischen Botschafters zu Paris und London, Mehmed Nuri Efendi (1773–1843), und Şerife Müzeyme Bint, Tochter des Scherifen von Mekka, Abdulmuttalib bin Galip (1790–1886).

## Leben
Asım war zunächst als Übersetzer tätig, bis er oberster Beamter an der Pariser Botschaft des Osmanischen Reiches wurde. Danach war er bis 1861 in der osmanischen Handelskammer beschäftigt. Im April 1864 wurde er Gouverneur von Karesi. Nach einer kurzen Zeit im Rechnungshof wurde er im April 1869 Gouverneur von Edirne im Range eines Wesirs und zwei Jahre später, im September 1871, zum Gouverneur von Bosnien.
In den folgenden Jahren wurde er Gouverneur zahlreicher Städte und Gebiete, darunter Kastamonu und der Donau. Im Januar 1877 wurde Asım zum Justizminister des Osmanischen Reiches ernannt, dessen Position er bis August hielt. Nachfolgend wurde er Abgeordneter im osmanischen Parlament, wo er im Februar 1878 zum stellvertretenden Vorsitzendem ernannt wurde.
Zwischen 1878 und 1879 war Asım osmanische Repräsentant und Kommissar der Europäischen Kommission für die Organisation und Aufbau der neugeschaffenen Provinz Ostrumelien. Danach war er von September 1880 bis Mai 1882 als Außenminister tätig. Danach war er kurz im Evkaf-Ministerium tätig, bis er im November 1882 zum zweiten Mal Außenminister wurde. Nach einem Monat in dieser Position wechselte er wieder zum Gerichtshof, bis er von April 1884 bis zum September 1885 zum dritten und letzten Male Außenminister wurde. Danach war er vom Februar 1886 bis zu seinem Tode einen Monat später ein zweites Mal Gouverneur von Trabzon.

## Familie
Asim heiratete Fatma Bergis und bekam mit ihr drei Kinder.